# Qudsia Bagh
 (septembre 2014).
Qudsia Bagh (en français Jardin de Qudsia) est un espace vert public se trouvant dans la partie septentrionale de Delhi (Inde). Le parc est un reliquat des jardins qui entouraient le palais de la Begum Qudsia construit au XVIIIe siècle. Il s’y trouve quelques bâtiments anciens, classés comme historiques.  

## Histoire
L’empereur moghol  Muhammad Shah construisit en 1748 un palais pour Udham Bai (plus tard Begum Qudsia), ancienne courtisane et maitresse favorite qui, devenue sa femme, lui donna un fils et successeur,  Ahmad Shah. Le palais fut construit en bord du fleuve Yamuna, les jardins s’étendant vers l’ouest. 

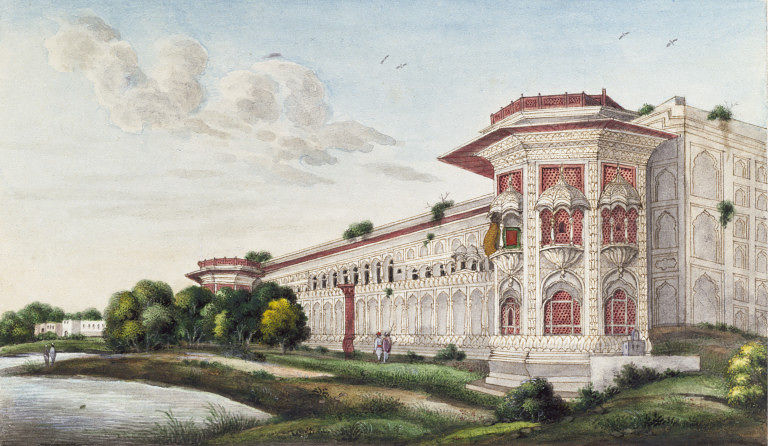
Le palais de Qudsia, au bord de la Yamuna (vers 1836)

L’ensemble comprenait à la fin du XVIIIe siècle un palais aux dimensions impressionnantes avec vue sur le fleuve Yamuna, une mosquée, un portail, des étables et d’autres bâtiments. 
Situé à proximité de la Porte du Cachemire (juste à l’extérieur des murs de la ville de Delhi), le palais de Qudsia et ses dépendances subirent de graves dégâts lors de la reconquête de Delhi par les forces anglaises, en septembre 1857, qui mit fin à la révolte des Cipayes. Le palais lui-même disparut. Dans le jardin public, dont l’espace est fort réduit par rapport à ce qu’il fut dans le passé, il ne reste aujourd’hui que le portail d’entrée du palais, l’ancienne mosquée (fermée au culte), et des dépendances.